# Calophya shinjii
Calophya shinjii är en insektsart som först beskrevs av Sasaki 1954.  Calophya shinjii ingår i släktet Calophya och familjen Calophyidae. Inga underarter finns listade i Catalogue of Life.